# 조선민주주의인민공화국 수매양정성
수매량정성(收買糧政省, 표준어: 수매양정성)은 조선민주주의인민공화국 내각에서 추곡 수매와 농수산물 생산 조정, 분배 관련 사무를 관장하는 중앙행정기관이다. 농업성 수매량정국을 수매량정성으로 승격, 개편하였다.

## 연혁
- 1948년 9월 2일 농업성 설치
- 수매량정성 설치
- 2019년 수매량정성 해산[1]

## 역대 상, 부상

### 역대 상
- 오기섭 ? ~ 1958년 1월
- 정성언 1958년 1월 9일 ~
- 한태영 1962년 7월 11일 ~ 1962년 10월 22일
- 한대영 1962년 10월 23일 ~

- 백창룡 1998년 9월 1일 ~

- 최남균
- 문응조 2008년 ~ 2009년 4월
- 문응조 2009년 4월 ~

### 역대 부상
- 오기섭 1948년 9월 2일 ~
- 정련표 ? ~ 1958년 11월
- 최인석 ? ~ 1958년 11월

## 같이 보기
- 추곡수매
- 농업성
- 정부미

1. ↑  “북, 식량수급 관장하던 내각 수매양정성 해산”. 2023년 8월 23일에 확인함.